# Sodiq Safoyev

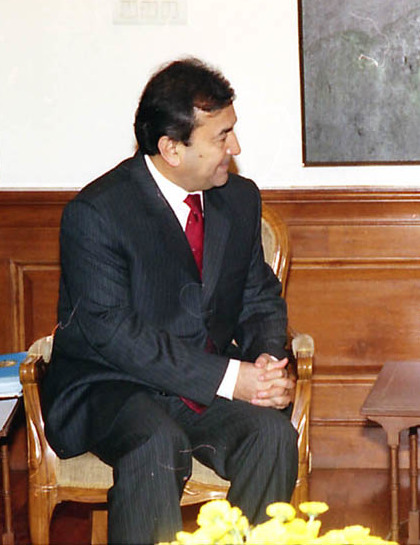
Sodiq Safoyev (2004)

Sodiq Safoyev (* 3. Februar 1954 in Taschkent; auch Sadyk Safajew) ist ein usbekischer Politiker.
Safoyev absolvierte 1976 ein Studium der Wirtschaftswissenschaften an der Staatlichen Universität Taschkent. Dort lehrte er nach seinem Studium und war bis 1987 als leitender Professor tätig. Von 1987 bis 1990 besaß er eine Leitungsposition im Zentralkomitee der Kommunistischen Partei der Usbekischen UdSSR. Von 1990 bis 1991 war Safoyev Seniorforscher im Institut für industrielle Produktivitätsforschung der Akademie der Wissenschaften Usbekistans und durchlief ein Praktikum an der Harvard University in den USA.
Seine Laufbahn in der usbekischen Regierung begann Safoyev als stellvertretender Außenhandelsminister. 1993 wurde er Außenminister Usbekistans. Bereits nach einem Jahr wechselte er jedoch als Botschafter nach Berlin. Nach Usbekistan kehrte er kurzzeitig 1996 als Berater des Staatspräsidenten zurück. Noch im selben Jahr wurde er Botschafter Usbekistans in den Vereinigten Staaten. 2001 ging Safoyev als Repräsentant des usbekischen Staatspräsidenten nach Afghanistan. Zugleich wurde er zum stellvertretenden Außenminister ernannt. 2002 kehrte er nach Usbekistan zurück und übernahm am 14. März des folgenden Jahres zum zweiten Mal das Amt des Außenministers. 2005 wurde er von Elyor Gʻaniyev abgelöst.